# Sharofiddin Boltaboev
Sharofiddin Boltaboev (19 de noviembre de 1995) es un deportista uzbeko que compite en judo. Ganó tres medallas en el Campeonato Asiático de Judo entre los años 2015 y 2021.

## Palmarés internacional
| Campeonato Asiático | Campeonato Asiático | Campeonato Asiático | Campeonato Asiático |
| Año                 | Lugar               | Medalla             | Categoría           |
| ------------------- | ------------------- | ------------------- | ------------------- |
| 2015                | Kuwait (Kuwait)     | Medalla de plata    | –73 kg              |
| 2019                | Fujairah (EAU)      | Medalla de plata    | –81 kg              |
| 2021                | Biskek (Kirguistán) | Medalla de bronce   | –81 kg              |